# اولتیون عثمانی
اولتیون عثمانی (آلبانیایی: Oltion Osmani؛ زادهٔ ۲۰ ژوئیهٔ ۱۹۷۲) بازیکن فوتبال اهل آلبانی بود.
از باشگاه‌هایی که در آن بازی کرده‌است می‌توان به باشگاه فوتبال ولازنیا اشکودر، باشگاه فوتبال الباسانی، و باشگاه فوتبال تیرانا اشاره کرد.
وی همچنین در تیم ملی فوتبال آلبانی بازی کرده‌است.